# Pesto di pistacchi
Il pesto di pistacchi è un tipico prodotto gastronomico siciliano, che originariamente veniva fatto con pistacchi di Bronte. Ha un gusto fresco e aromatico e viene utilizzato per condire la pasta o su crostini di pane. È una preparazione salata ed è una variante del pesto alla genovese.

## Ingredienti
La ricetta del pesto di pistacchi prevede:
- Pistacchi non salati
- Aglio
- Basilico
- Grana Padano
- Olio extravergine d'oliva
- Sale fino
- Pepe nero
- Acqua

## Ricetta
La prima cosa da fare è di quella di sgusciare i pistacchi e pelare ogni singolo pistacchio dalla patina di colore violaceo che lo ricopre. 
Occorre poi introdurre nel mortaio i pistacchi aggiungendo un cucchiaio di olio extravergine, un pizzico di sale, pepe nero e un po' di formaggio grattugiato.
Dopo aver pestato il tutto occorre aggiungere ancora un po' di olio extravergine, per ottenere un impasto denso. 
Il pesto di pistacchi può essere conservato in un luogo fresco come il congelatore o il frigorifero.

### Varianti
Nella ricetta tradizionale del pesto di pistacchi non si fa uso di pinoli o di aglio, ma si possono aggiungere anche questi due ingredienti. Se lo si vuole ancora più forte si possono unire anche delle noci.

## Piatti con pesto di pistacchi

### Primi piatti
- Trofie con pancetta e pesto di pistacchio
- Fusilli al pesto di pistacchio e pomodorini
- Cataneselle al pesto di pistacchio
- Pasta senza glutine con pesto di pistacchio, gamberetti e pomodori secchi
- Gnocchetti sardi
- Pizza con pesto di pistacchio con pesce spada e pistacchi
- Trofie al pesto di pistacchio e gamberetti

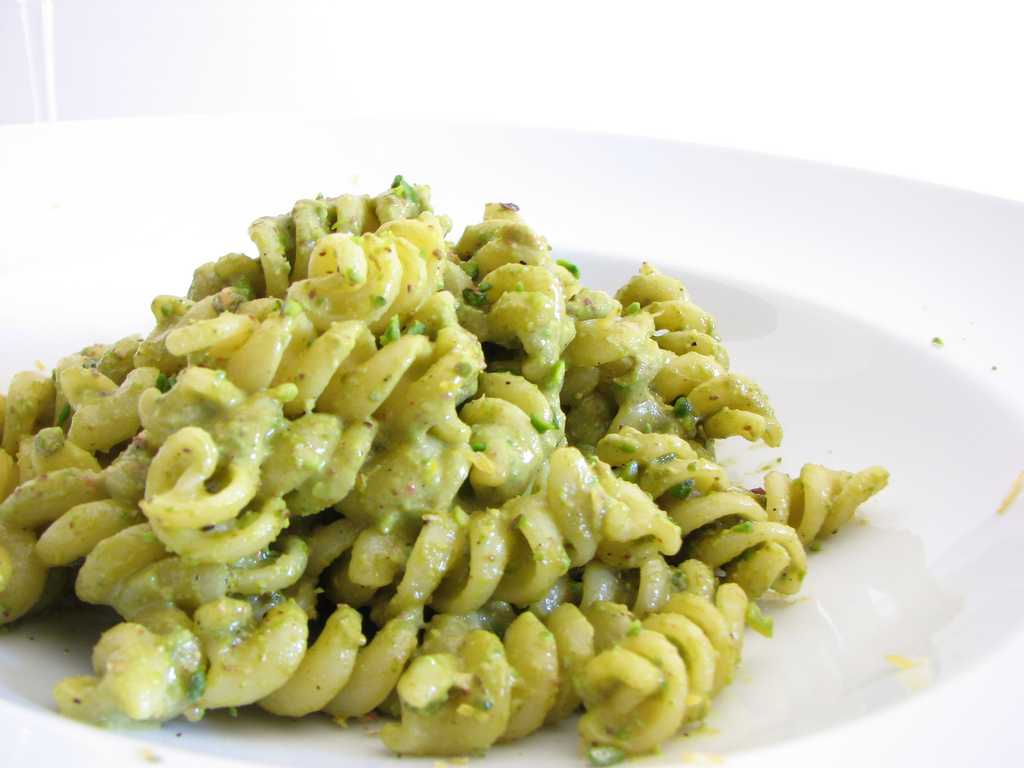
Fusilli conditi con pesto di pistacchi

### Secondi piatti
- Filetto di tonno al pesto di pistacchio
- Costolette d'agnello panate ai pistacchi
- Spiedini di carne al pesto di pistacchio
- Bocconcini di pollo impanati ai pistacchi con salsa al curry
- Filetto di tonno in crosta di noci e pistacchi